# Elmer Imes
Elmer Samuel Imes (* 12. Oktober 1883 in Memphis (Tennessee); † 11. September 1941 in New York) war ein US-amerikanischer Physiker.

## Leben
Imes – als ein Sohn von Elizabeth Wallace und Benjamin A. Imes afro-amerikanischer Herkunft – besuchte die Grammar School in Oberlin (Ohio) sowie die Hochschule für Landwirtschaft und Technik in Norman (Alabama). Anschließend studierte er bis 1903 in Nashville an der Fisk University, die 1866 für afro-amerikanische Studenten gegründet wurde. Nach dem Abschluss unterrichtete er an der Alabama Normal University Mathematik und Physik, kehrte aber 1913 an die Fisk-Universität zurück um seinen Master-Abschluss in Physik (1915) zu machen.
Im Jahr 1918 wurde Imes an der University of Michigan in Physik bei Harrison Randall (1870–1969) promoviert. Randall hatte bei Friedrich Paschen in Tübingen studiert und an der Universität ein Zentrum für Infrarotspektroskopie aufgebaut. Imes war einer seiner besten Studenten. Im November 1919 veröffentlichte Imes im Astrophysical Journal aus seiner Dissertation die Forschungsergebnisse über die Absorption infraroter Strahlung bei einigen kovalenten Gasen. Mit dieser Veröffentlichung schuf Imes wissenschaftliche Grundlagen für die Entwicklung der Infrarotspektroskopie, zu der er auch durch die Weiterentwicklung von Infrarotspektrometern beitrug. Zugleich waren seine und Randalls detaillierten Spektren einfacher Moleküle (mit für Moleküle typischen zusätzlichen Rotations- und Vibrations-Bändern im Infrarotbereich) Belege für die damals durch Niels Bohr und andere in ihrer Anfangsphase befindliche Quantenmechanik. Imes und Randalls Arbeit zeigte, dass die Quantentheorie nicht nur auf atomare Spektren, sondern auch in komplexeren Systemen (mit Strahlung in anderen Bereichen des Spektrums) anwendbar war. Sie lieferten auch frühe Hinweise auf eine Isotopie-Verschiebung in den Spektren. In den USA war damals auch William Coblentz an der Cornell University ein Pionier der Infrarotspektroskopie.
Imes konnte als Afroamerikaner damals keine seinen Fähigkeiten adäquate universitäre Karriere einschlagen und ging als beratender Physiker und Industriephysiker in den Raum New York. 1922 war er Forschungsphysiker bei der Federal Engineers Development Corporation, ab 1924 bei der Burrows Magnetic Equipment Corporation und ab 1927 Forschungsingenieur bei E.A. Everett Signal Supplies. Diese Arbeit führte zu vier Patenten auf seinen Namen, befriedigte Imes aber nicht, so dass er 1930 wieder als Physikprofessor an die Fisk-Universität zurückkehrte. Er widmete sich der Lehre und forschte über Infrarotspektroskopie und magnetische Materialien, über die er in seiner Zeit als Industriephysiker Erfahrungen gesammelt hatte.
Imes gilt als erster schwarzer Physiker, der wichtige Beiträge zur modernen Physik leistete und war insgesamt erst der zweite Afroamerikaner, der in den USA in Physik promoviert wurde.
Am 3. Mai 1919 heirateten Elmer Imes und die afro-amerikanische Schriftstellerin Nella Larsen. Mit ihr war er in New York City Teil des kulturellen Aufschwungs afroamerikanischer Intellektueller (Harlem Renaissance). Die Ehe wurde 1933 geschieden, nachdem sich das Ehepaar schon vorher vorübergehend getrennt hatte. Da beide landesweit bekannte afroamerikanische Intellektuelle waren, führte die Scheidung an der Fisk-Universität, wo Imes inzwischen eine Beziehung mit der Managerin der bekannten Fisk Jubilee Singers eingegangen war, zu einem Skandal.